# Système de mesure ancien
 (mai 2019).
- Si vous ne connaissez pas le sujet, laissez ce bandeau (vous pouvez alors contacter les auteurs).
- Si vous supprimez le contenu mis en cause (vous pouvez préalablement contacter les auteurs),

argumentez précisément cette suppression dans la page de discussion
(un manque de référence n'est pas un argument ; une recherche réelle de référence doit avoir été effectuée, être formellement documentée).
Le système de mesure ancien comprend différents systèmes de différents pays.
Parmi beaucoup d'autres, font partie de cet ancien système de mesure notamment :
- les unités de mesure romaines,
- les unités de mesure anglo-saxonnes,
- les unités françaises de mesure anciennes,
- les unités espagnoles de mesure anciennes,
- les unités maltaises de mesure anciennes,
- les unités de mesure anciennes arabes,

Les systèmes de l'Égypte ancienne, de la Mésopotamie, de la Grèce ancienne et de l'Autriche et beaucoup d'autres en font partie également.
| Ratio (doigts) | Nom de l'unité relative        | Nom grec | Exemple relatif au pied romain |
| -------------- | ------------------------------ | -------- | ------------------------------ |
| 16             | Pied                           | Pous     | Pied romain                    |
| 18             | Coudée macédonienne            | Pygme    | Pied Drusien                   |
| 20             | Coudée de vingt doigts         | Pygon    | Remen égyptien                 |
| 21             | Coudée de vingt-et-un doigts   | –        | non-attesté avec doigt romain  |
| 24             | Coudée gréco-romaine           | Pechys   | Coudée romaine                 |
| 25             | Coudée de vingt-cinq doigts    | –        | non-attesté avec doigt romain  |
| 27             | Coudée arabe                   | –        | Coudée arabe                   |
| 28             | Coudée égyptienne              | Neilos   | Coudée de Nippur               |
| 30             | Coudée sumérienne              | Kus      | Coudée de garde                |
| 32             | Coudée nubienne ou Double-pied | Nibou    | Le double pied romain          |

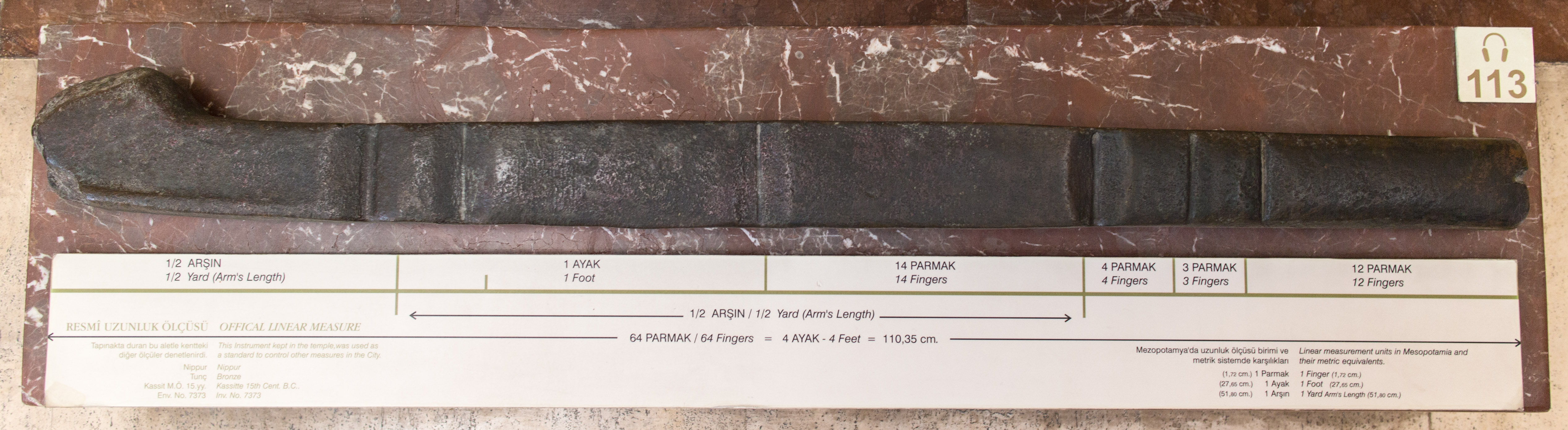
Coudée de Nippur

La coudée de Nippur est l'une des plus anciennes unités de longueur connue. Comme son nom l'indique, avant l'invention du mètre pendant la Révolution française, beaucoup d'unités de longueur étaient basées sur des parties du corps humain. Le plus ancien étalon de longueur en métal connu correspond à cette unité sumérienne et date de 2650 ans avant notre ère. Il s'agit d'une barre de cuivre découverte à Nippur, sur les rives de l'Euphrate, qui est conservée au musée archéologique d'Istanbul,,.
Les métrologues considèrent que cette unité longue de 51,85 cm est à l'origine du pied romain. En effet, les Égyptiens divisent la coudée sumérienne en 28 doigts et 16 de ces doigts donnent un pied romain de 29,633 cm,.
Entre le pied – toujours divisé en seize doigts dans l'Antiquité – et son double le « nibou », il y avait huit autres unités potentielles, dont la coudée dite naturelle, de 24 doigts, fut la plus importante. Les Sumériens avaient une préférence pour la division par trente (cf. système sexagésimal). Les Égyptiens par contre, divisèrent leurs coudées par vingt-huit.
Les Romains imposent les unités de mesure romaines dans tout leur empire. Jusqu'à Charlemagne, le système romain des poids et mesures est à peu près le seul usité dans les royaumes francs. Le pied romain est divisé en 4 palmes, en 12 pouces ou en 16 doigts. Une coudée romaine équivaut à 1,5 pied, un double pas à 5 pieds. Un mile contient 1 000 doubles pas ou 5 000 pieds. Une lieue romaine comprend 7 500 pieds romains,.
Les Romains imposent les unités de mesure romaines dans tout leur empire. Jusqu'à Charlemagne, le système romain des poids et mesures est à peu près le seul usité dans les royaumes francs. Le pied romain est divisé en 4 palmes, en 12 pouces ou en 16 doigts. Une coudée romaine équivaut à 1,5 pied, un double pas à 5 pieds. Un mile contient 1 000 doubles pas ou 5 000 pieds. Une lieue romaine comprend 7 500 pieds romains,.
Au cours du Moyen Âge, de nouveaux pieds de différentes longueurs font leur apparition en Europe. Ils dérivent tous plus ou moins directement du pied romain. Ces pieds sont divisés en 12 pouces, eux-mêmes divisés en 12 lignes de 6 points chacune. Des multiples de ces pieds deviennent les étalons de longueur dans différentes villes d'Europe. Ainsi la toise de Paris comprend 6 pieds de roi et la verge anglaise (le yard) mesure 3 pieds de Londres. Quand les Allemands n'expriment point la sorte de pied dont ils se servent, il faut l'entendre du pied rhinlandique. Le palme en usage à Rome est divisé en 12 onces, et l'once en 5 minutes ; ce qui fait 60 minutes au palme. Dix palmes font la canne, qu'on nomme d'architecte,,.
En France, la perche ordinaire varie suivant les différentes provinces ou les différentes coutumes ; c'est à celui qui va faire des arpentages dans un pays d'en prendre connaissance chez le juge du lieu : à Paris, la perche contient trois toises, soit 18 pieds ; pour les travaux royaux, elle a 22 pieds. Ainsi, la perche carrée, mesure de Paris, est un carré qui a trois toises de long sur trois de large. L'arpent contient 100 perches carrées, c'est-à-dire, en le considérant comme un carré, qu'il contient 10 perches de longueur sur 10 perches de largeur. L'acre en Angleterre et en Normandie est de 160 perches carrées,,.
Les mesures de longueur en Hollande, Flandres, Suède et une partie de l'Allemagne sont l'aune, mais une aune différente dans tous ces pays. L'aune est un bâton d'une certaine longueur qui sert à mesurer les étoffes, les toiles, les rubans. En Angleterre, la mesure de longueur qui sert de règle dans le commerce est la verge (yard) qui contient trois pieds de Londres, ou 7/9 de l'aune de Paris ; de sorte que neuf yard font sept aunes de Paris. La varre est une mesure dont on se sert en Espagne, particulièrement dans le royaume d'Aragon, pour mesurer les tissus. Sa longueur est semblable à celle de la canne de Toulouse. Trois aunes de Paris font deux varres d'Espagne. L'aune de France a beaucoup de rapport à la verge d'Angleterre et de Séville ; à la canne de Provence, de Toulouse, de Naples, de Gênes, de Livourne et autre villes d'Italie ; à la varre d'Aragon ; à la barre de Castille et de Valence ; à la brasse de Lucques, Venise, Bologne ; au palme de Sicile ; au pic de Constantinople, de Smyrne et du Caire ; à la gueze des Indes et à celle de Perse,,,.
Dans presque toute l'Italie, à Bologne, Modène, Venise, Florence, Lucques, Milan, Bergame, Mantoue, c'est la brasse qui est en usage, mais qui est de différentes longueurs dans chacune de ces villes. La mesure de longueur des Portugais est le cavedos et le varas. La mesure longue du Piémont et de Turin est le raz.
Les Moscovites ont deux mesures de longueur, l'arcin et la coudée. Les Turcs et les Levantins ont le pied. Le cobre est la mesure des étoffes en Chine. En Perse et dans quelques États des Indes, on se sert de la guèze, dont il y a deux sortes, la guèze royale et la petite guèze. Le royaume de Pégu et quelques autres lieux des Indes se servent du cando, qui est égal à l'aune de Venise ; mais le cando de Goa est une longue mesure qui revient à 17 aunes de Hollande. La mesure longue des Siamois est le ken.